# Capasa miliaria
Capasa miliaria là một loài bướm đêm trong họ Geometridae.